# アレクサンドル・ミハイロヴィチ (カシン公)
アレクサンドル・ミハイロヴィチ（ロシア語: Александр Михайлович、? - 1389年）は、トヴェリ大公ミハイルと、スーズダリ公コンスタンチン(ru)の娘エヴドキヤの間の子である。カシン公：1382年 - 1389年。通称オルディネツ（Ордынец）。

## 生涯
アレクサンドルの生年は不明であるが、父ミハイルの6人の息子のうち、3番目の息子であるとされる。1358年もしくは1359年に同名の兄が死亡しており、誕生はおそらくそれ以降と推測されている。生涯のほとんどをジョチ・ウルスで過ごしており、通称のオルディネツ（ロシア語でジョチ・ウルスはゾロタヤ・オルダ。日本語訳：黄金のオルド）は、その生涯に由来する。
史料上の初出は1382年であり、父と共に、ウラジーミル大公位を受領するための勅令（ヤルルィク）を求めて、ジョチ・ウルスのハン・トクタミシュの元へ向かったことが記されている。しかし、ミハイルは勅令を得られぬまま1383年に帰還し、アレクサンドルは人質としてジョチ・ウルスに残された。また、その後は1386年に、使節団に同行して一時帰国している。
アレクサンドルに関する記録は少なく、上記以外では、1389年にカシンで死亡したと記されている。ここから、アレクサンドルはカシン公位に就いており、その就任年は、前任のカシン公ヴァシリーの死亡した1382年以降と推測されている。おそらく、ジョチ・ウルス滞在中にカシン公位を受領する勅令を受けたものと考えうる。